# Coligranulomatose der Hühnervögel
Die Coligranulomatose oder Hjärre-Krankheit (englisch: Hjärre disease) ist eine mit Granulomen einhergehende seltene Infektionskrankheit von Hühnern und Puten, die durch gefügelspezifische Stämme des Bakteriums Escherichia coli verursacht wird.
Der Oberbegriff für Coligranulomatose und ähnliche, durch E. coli verursachte Krankheitsbilder ist APEC-Infektion, wobei APEC für „avian pathogen Escherichia coli“ steht. Ergänzend wird zwischen der, auf Vögel beschränkten, Variante APEC und der sogenannten „extraintestinal pathogenen Escherichia coli“ (ExPEC) unterschieden, die Infektionen bei zahlreichen Tieren und bei Menschen, verursachen können.

## Ätiologie
Meist sind die Erreger schleimige Colistämme. Die O-Gruppen sind meist 8, 9 oder 16. Ein bestehender Parasitenbefall des Darms ist ein begünstigender Faktor.

## Klinik
Cloigranulomatose tritt bei einem Befall des Darms auf. Bei der Sektion fallen Granulome in der Darmwand, der Leber und anderen Organen auf.
In der Klinik treten bei APEC-Infektionen zusätzlich folgende Krankheitsbilder auf, je nachdem welche Organe oder Organsysteme befallen werden;
- Nabel: Omphalitis
- Unterhaut: Zellulitis
- Innere Geschlechtsorgane: Adnexitis (als Salpingitis und Oophoritis)
- Atemorgane: Coliseptikämie des Geflügels
- weitere Organe: Coliseptikämie des Geflügels

## Diagnose
Bakteriologische Untersuchung mit Typisierung und dem kulturellen Nachweis des Erregers auf Blutagar.

## Therapie und Prophylaxe
Eine prophylaktische Impfung sowie strikte Bruthygiene können den Ausbruch der Infektion verhindern. Eine Therapie mit geeigneten Antibiotika ist nur nach vorliegendem Antibiogramm indiziert.

## Verbreitung
Die Erkrankung tritt bei Nutzgeflügel aller Altersklassen auf, wobei bei Freilandhaltung ein deutlich höheres Infektionsrisiko besteht als bei extensiver Haltung im Stall.
APEC-Infektion treten auch bei Wildvögeln auf. Sie wurden beispielsweise bei 10 von 44, im Tierpark Hellabrunn, verstorbenen und  (2006) untersuchten Waldrappen nachgewiesen.